# Te llevaré al cielo
«Te llevaré al cielo» es el único sencillo que se libera del álbum recopilatorio de Maná, en el CD Esenciales: Luna (2003). Este sencillo fue lanzado en la promoción de dicha compilación de 3 discos: Esenciales: Luna, Esenciales: Sol y Esenciales: Eclipse. Este sencillo estuvo  en el número 7 del Billboard Hot Latin Tracks y lista en la que estuvo un total de 22 semanas. 